# Pierre Jaïs
Pierre Jaïs (ur. 13 października 1913 w Paryżu, zm. 24 czerwca 1988) – francuski brydżysta, World Grand Master (WBF).
Pierre Jaïs jest jedną z 10 osób, które zdobyły potrójną koronę brydżową w kategorii otwartej:
- w roku 1956 zwyciężył (z drużyną Francji) w Bermuda Bowl;
- w roku 1960 zwyciężył (z drużyną Francji) na Olimpiadzie brydżowej;
- w roku 1962 zwyciężył (razem z Rogerem Trézelem) w mistrzostwach świata par.

## Wyniki brydżowe

### Olimpiady
Na olimpiadach uzyskał następujące rezultaty:
| Olimpiady brydżowe. Zawody teamów | Olimpiady brydżowe. Zawody teamów | Olimpiady brydżowe. Zawody teamów | Olimpiady brydżowe. Zawody teamów | Olimpiady brydżowe. Zawody teamów | Olimpiady brydżowe. Zawody teamów |
| Rok                               | Miejsce                           | Zawody                            | Kategoria                         | Drużyna                           | Pozycja                           |
| --------------------------------- | --------------------------------- | --------------------------------- | --------------------------------- | --------------------------------- | --------------------------------- |
| 1960                              | Turyn                             | 1. Olimpiada Teamów               | Open                              | France                            | 1                                 |

### Zawody światowe
W światowych zawodach zdobył następujące lokaty:
| Mistrzostwa Świata. Konkurencja teamów | Mistrzostwa Świata. Konkurencja teamów | Mistrzostwa Świata. Konkurencja teamów | Mistrzostwa Świata. Konkurencja teamów | Mistrzostwa Świata. Konkurencja teamów | Mistrzostwa Świata. Konkurencja teamów |
| Rok                                    | Miejsce                                | Zawody                                 | Kategoria                              | Drużyna                                | Pozycja                                |
| -------------------------------------- | -------------------------------------- | -------------------------------------- | -------------------------------------- | -------------------------------------- | -------------------------------------- |
| 1971                                   | Tajpej                                 | 18. Mistrzostwa Świata Teamów          | Open                                   | France                                 | 2                                      |
| 1956                                   | Paryż                                  | 6. Mistrzostwa Świata Teamów           | Open                                   | France                                 | 1                                      |

| Mistrzostwa Świata. Konkurencja par | Mistrzostwa Świata. Konkurencja par | Mistrzostwa Świata. Konkurencja par | Mistrzostwa Świata. Konkurencja par | Mistrzostwa Świata. Konkurencja par | Mistrzostwa Świata. Konkurencja par |
| Rok                                 | Miejsce                             | Zawody                              | Kategoria                           | Partner                             | Pozycja                             |
| ----------------------------------- | ----------------------------------- | ----------------------------------- | ----------------------------------- | ----------------------------------- | ----------------------------------- |
| 1978                                | Nowy Orlean                         | 5. Mistrzostwa Świata               | Open                                | Dominique Pilon                     | 14                                  |
| 1962                                | Cannes                              | 1. Mistrzostwa Świata               | Open                                | Roger Trézel                        | 1                                   |

### Zawody europejskie
W europejskich zawodach zdobył następujące lokaty:
| Zawody europejskie. Konkurencja teamów | Zawody europejskie. Konkurencja teamów | Zawody europejskie. Konkurencja teamów | Zawody europejskie. Konkurencja teamów | Zawody europejskie. Konkurencja teamów | Zawody europejskie. Konkurencja teamów |
| Rok                                    | Miejsce                                | Zawody                                 | Kategoria                              | Drużyna                                | Pozycja                                |
| -------------------------------------- | -------------------------------------- | -------------------------------------- | -------------------------------------- | -------------------------------------- | -------------------------------------- |
| 1973                                   | Ostenda                                | 30. Mistrzostwa Europy Teamów          | Open                                   | France                                 | 2                                      |
| 1970                                   | Estoril                                | 28. Mistrzostwa Europy Teamów          | Open                                   | France                                 | 1                                      |
| 1959                                   | Palermo                                | 20. Mistrzostwa Europy Teamów          | Open                                   | France                                 | 2                                      |
| 1956                                   | Sztokholm                              | 17. Mistrzostwa Europy Teamów          | Open                                   | France                                 | 2                                      |
| 1955                                   | Amsterdam                              | 16. Mistrzostwa Europy Teamów          | Open                                   | France                                 | 1                                      |
| 1954                                   | Montreux                               | 15. Mistrzostwa Europy Teamów          | Open                                   | France                                 | 2                                      |

## Klasyfikacja
- Pierre Jais – klasyfikacja WBF (ang.)
- Pierre Jais – klasyfikacja EBL (ang.)